# Aldinger Schlössle
Das sogenannte Aldinger Schlössle (auch Altes Schloss, Inneres Schloss oder Katholisches Schloss genannt) ist ein abgegangener Adelssitz in Remseck am Neckar im Landkreis Ludwigsburg in Baden-Württemberg. Das durch die Burggrafen von Kaltental im frühen 14. Jahrhundert erbaute, mehrstöckige Steinhaus befand sich an der heute nach ihm benannten Schlößlestraße im Stadtteil Aldingen in unmittelbarer Nachbarschaft der Margaretenkirche. Das Gebäude bildete zusammen mit der Margaretenkirche, beziehungsweise deren Vorgängerbauten, die Burg Aldingen. Aufgrund eines Brandes in der zweiten Hälfte des 18. Jahrhunderts sind von der Burganlage heute nur noch die Kirche, Teile der Mauer sowie mit dem Pfaffenhaus und dem Alten Schulhaus zwei Nebengebäude erhalten.

## Geschichte

### Name
Ursprünglich wurde das herrschaftliche Haupthaus der Burg einfach als Schloss bezeichnet. Infolge der Reformation spalteten sich die Kaltentaler zu Aldingen in einen katholischen und einen evangelischen Zweig. Heinrich von Kaltental errichtete am damaligen Ortsrand das größere und als Neues Schloss, Äußeres Schloss oder Evangelisches Schloss bezeichnete Schloss Aldingen als Sitz des evangelischen Zweigs. Der von Heinrichs Vetter Philipp Wolf von Kaltental begründete katholische Zweig nutzte weiter das kleinere Gebäude in der Aldinger Burg als Sitz. Infolgedessen kam es in Abgrenzung zum evangelischen Schloss zur Bezeichnung als Altes Schloss, Inneres Schloss und Katholisches Schloss sowie aufgrund der geringeren Größe als Schlössle.

### Bau- und Besitzgeschichte
Im Jahr 1278 wurden der Burggraf Walter von Kaltental und seine Söhne mit dem Ort Aldingen belehnt. Zu Beginn des 14. Jahrhunderts errichteten die Kaltentaler in Aldingen das Schlössle. Dabei nutzten sie die von ihnen vorgefundene Wehrkirche, um Adelssitz und Kirchenbau zu einer gemeinsamen Burganlage zu verbinden. 1318 verkauften Burggraf Johann II. und seine Brüder Rudolph und Walter ihren ursprünglichen Stammsitz Burg Kaltental und zogen in das mutmaßlich zu diesem Zweck erbaute Schlössle. Von da an war das Schlössle der Hauptsitz der Familie von Kaltental und Zentrum ihrer Herrschaft. Im späten 15. Jahrhundert kam es durch Baumeister Hans von Ulm zu umfangreichen Bauarbeiten am kirchlichen Teil der Burg, woraus die heutige Margaretenkirche resultierte, die von da an auch als Grablege der Kaltentaler genutzt wurde. Ab dem Bau des Neuen Schlosses durch Heinrich von Kaltental war das Schlössle nunmehr Sitz der katholischen Linie der Kaltentaler.
Um 1600 errichtete Philipp Hans von Kaltental in der Nähe des Schlössle einen dritten kaltentalischen Adelssitz in Aldingen. Dieser wurde aber während des Dreißigjährigen Krieges so stark zerstört, dass man ihn 1679 wieder abriss und das Material nutzte, um das alte Schlössle im Stil der Spätrenaissance umzubauen. Um 1690 soll es im Pfälzischen Erbfolgekrieg erstmals zerstört worden sein. Kurz nachdem Aldingen 1746 an Württemberg gegangen war, wurde das Schlössle an wohlhabende Aldinger Bürger verkauft. In der Nacht vom 28. auf den 29. September 1784 wurde es schließlich vom Blitz getroffen und brannte mitsamt einer kompletten Häuserzeile vollständig nieder, woraufhin man es nicht wieder aufbaute. Für die Gemeinde Aldingen soll dies der Anlass gewesen sein, sich eine Feuerwehrspritze anzuschaffen.

## Beschreibung
Das Schlössle war ein mehrstöckiges Steinhaus, ein sogenanntes Festes Haus. Es diente einerseits als Wohnsitz der Burgherrschaft aber auch zur Verteidigung der Burganlage nach Norden. Zur Verteidigung der Süd- und Westseite diente der Turm der Wehrkirche. Kirche und Schlössle besaßen getrennte Höfe mit jeweils eigenen Toren. Der herrschaftliche Teil der Burg umfasste neben dem Schlössle auch Wirtschaftungsgebäude wie Scheuern und Ställe. Die Gesamtanlage war von einer gemeinsamen Ringmauer umgeben und besaß einen Zwinger. Zur Bergseite hin soll ein drei Meter tiefer Graben die Burg geschützt haben. Das Pfaffenhaus, das ursprüngliche Wohnhaus des Gemeindepfarrers, war ein direkter Anbau an den Kirchhof und ist das wahrscheinlich älteste erhaltene Gebäude Aldingens. Im 17. Jahrhundert wurde zudem ein Schulgebäude an die Burgmauer angebaut.

## Sagen
Mehrere Aldinger Sagen ranken sich um das Schlössle. So heißt es, dass es einen unterirdischen Gang bis nach Neckarrems gegeben habe, der aber nie entdeckt wurde.
Des Weiteren dient der Brand, der das Schlössle zerstörte, ebenfalls als Grundlage einer Sage. So heißt es, der letzte Besitzer sei ein gottloser Mensch gewesen, der seine fromme Dienstmagd aufgrund ihres tiefen Glaubens regelmäßig verhöhnte. Zur Strafe habe Gott das Unwetter geschickt, das mit einem Blitzschlag schließlich das Schlössle zerstörte.